# Ръкопис, намерен в Сарагоса (филм)
„Ръкопис, намерен в Сарагоса“ (на полски: Rękopis znaleziony w Saragossie) е полски приключенски филм с елементи на фентъзи от 1965 година на режисьора Войцех Йежи Хас по сценарий на Тадеуш Квятковски, базиран на едноименния роман на Ян Потоцки от 1814 година.
Действието се развива в Испания от XVIII век и обхваща множество вложени един в друг разкази с готически, пикарескови и еротични елементи, свързани от премеждията на нидерландски благородник. Главните роли се изпълняват от Збигнев Цибулски, Ига Цембжинска, Йоанна Йендрика, Славомир Линднер, Кшищоф Литвин.